# Резерват Зераф
Резерват Зераф (енгл. Ez Zeraf Game Reservee) је заштићено рамсарско подручје у Јужном Судану у вилајету Џонглеј, југозападно од града Малакала у долини реке Бели Нил. Захвата повшину од око 9.700 км². Обухвата мочварна и травна подручја са значајним стаништем нилских лечви, затим нилских коња и антилопа.